# Prise de Bagdad (1624)
Pour les articles homonymes, voir Prise de Bagdad.
 (signalé en mai 2025).
Si vous disposez d'ouvrages ou d'articles de référence ou si vous connaissez des sites web de qualité traitant du thème abordé ici, merci de compléter l'article en donnant les références utiles à sa vérifiabilité et en les liant à la section « Notes et références ».
- Archive Wikiwix
- Bing
- Cairn
- DuckDuckGo
- E. Universalis
- Gallica
- Google
- G. Books
- G. News
- G. Scholar
- Persée
- Qwant
- (zh) Baidu
- (ru) Yandex
- (wd) trouver des œuvres sur Wikidata

Guerre ottomano-persane de 1623 à 1639
La prise de Bagdad a eu lieu le 14 janvier 1624 lors de la guerre opposant Shah Abbas Ier au sultan Mourad IV.